# Domaňovce
Domaňovce – słowacka wieś i gmina (obec) w powiecie Lewocza w kraju preszowskim.
Centrum wsi leży na wysokości 440 m n.p.m. Gmina zajmuje powierzchnię 12,834 km². W 2011 roku zamieszkiwało ją 947 osób.
Pierwsze wzmianki o wsi pochodzą z 1258 roku.